# مورتن هالي
مورتن هالي (بالنرويجية البوكمول: Morten Halle)‏ هو عازف جاز وملحن نرويجي، ولد في 7 أكتوبر 1957 في أوسلو في النرويج.

## وصلات خارجية
- الموقع الرسمي
- مورتن هالي على موقع IMDb (الإنجليزية)
- مورتن هالي على موقع ميوزك برينز (الإنجليزية)
- مورتن هالي على موقع أول ميوزيك (الإنجليزية)
- مورتن هالي على موقع ديسكوغز (الإنجليزية)